# Галганяно
Галганя̀но (на италиански: Galgagnano, на западноломбардски: Galgagnàa, Галганяа) е село и община в Северна Италия, провинция Лоди, регион Ломбардия. Разположено е на 86 m надморска височина. Населението на общината е 1220 души (към 2012 г.).